# Phyllodromica chopardi
Phyllodromica chopardi es una especie de cucaracha del género Phyllodromica, familia Ectobiidae. Fue descrita científicamente por Fernandes en 1962.
Habita en España.